# NGC 7722
NGC 7722 (другие обозначения — PGC 71993, UGC 12718, MCG 3-60-17, ZWG 455.35, IRAS23361+1540) — галактика в созвездии Пегас.
Этот объект входит в число перечисленных в оригинальной редакции «Нового общего каталога».